# Gurania sinuata
Gurania sinuata är en gurkväxtart som först beskrevs av George Bentham, och fick sitt nu gällande namn av Célestin Alfred Cogniaux. Gurania sinuata ingår i släktet Gurania och familjen gurkväxter. Inga underarter finns listade i Catalogue of Life.